# Testament d'Henri VIII d'Angleterre
Le testament d'Henri VIII d'Angleterre est un document constitutionnel important, ou un ensemble de documents contestés créés dans les années 1530 et 1540, affectant la politique anglaise et écossaise pour le reste du XVIe siècle. En conjonction avec la législation adoptée par le Parlement anglais, il était censé avoir un effet régulateur en décidant de la succession des trois monarques suivants de la maison de Tudor, les trois enfants légitimes et illégitimes (le Troisième Acte de Succession) reconnaissait expressément l'illégitimité des filles du roi Henri VIII d'Angleterre. Son statut juridique et constitutionnel réel a fait l'objet de nombreux débats ; et discutablement la succession d'Élisabeth Ire n'a pas respecté les souhaits d'Henri.

## Dernier testament
Henri VIII fit une dernière révision de ses dernières volontés et testament le 30 décembre 1546. Il a été signé à l'aide du « timbre sec », un dispositif utilisé depuis 1545 et sous le contrôle d'Anthony Denny et John Gates. Il a confirmé la ligne de succession comme un mâle vivant et six femelles vivantes. Cela a commencé par : Édouard, Marie, Élisabeth. Puis les trois filles de Frances Grey, duchesse de Suffolk, qui était le deuxième enfant et la fille aînée de la sœur cadette d'Henri VIII, la princesse Marie : Jeanne, Catherine, et Marie. Enfin la fille d'Eleanor Clifford, comtesse de Cumberland, qui était la fille de la sœur cadette du roi, Marie Tudor, reine de France, et la petite-fille d'Henri VII d'Angleterre et d'Élisabeth d'York : Margaret,.
Le testament contenant la ligne de succession a été lu, tamponné et scellé le 27 janvier 1547, lorsque le roi mourant n'avait plus la capacité de parler. Il est mort en quelques heures, le lendemain. Le document existe toujours, mais ce fait n'était généralement pas connu ou accepté dans les années 1560, lorsque certains pensaient qu'il avait été perdu ou détruit.

## Exécuteurs
Le testament a nommé 16 exécuteurs. Cet organisme a eu peu d'impact à court terme car ses pouvoirs ont été confiés à un groupe plus restreint. C'était officiellement (avec un autre) le conseil d'Edouard VI d'Angleterre jusqu'au 12 mars 1547, lorsque le protecteur Somerset nomma le conseil. La fin effective du protectorat du Somerset est survenue au début de 1550. Les exécuteurs testamentaires encore en vie (13 des 16 originaux, Browne, Denny puis Wriothesley étant décédés) avaient un rôle constitutionnel de premier plan, en théorie à partir du 13 octobre 1549.
Les exécuteurs comprenaient :
| Nom                                     | Poste/profession                    | Orientation religieuse          | Date de décès |
| --------------------------------------- | ----------------------------------- | ------------------------------- | ------------- |
| Thomas Bromley                          | juge en chef du banc du roi         | (?, la plupart du temps absent) | 1555          |
| Anthony Browne                          | Courtisan                           | catholique                      | 1548          |
| Thomas Cranmer                          | archevêque de Canterbury            | Réformateur                     | 1556          |
| Anthony Denny                           | Courtisan                           | Réformateur                     | 1549          |
| John Dudley, vicomte Lisle              | Chef militaire                      | Réformateur                     | 1553          |
| Sir William Herbert                     | Courtisan                           | Réformateur                     | 1570          |
| Edward Montagu                          | Juge en chef des plaidoyers communs | (?, la plupart du temps absent) | 1557          |
| Edward North                            | Avocat                              | Neutre                          | 1564          |
| William Paget                           | Politicien                          | Neutre                          | 1563          |
| William Paulet, baron St John de Basing | Politicien                          | Neutre                          | 1572          |
| John Russell                            | Amiral                              | Réformateur                     | 1555          |
| Edward Seymour, comte de Hertford       | Chef militaire                      | Réformateur                     | 1552          |
| Cuthbert Tunstal                        | Évêque de Durham                    | catholique                      | 1559          |
| Edward Woton                            | Administrateur                      | ? catholique                    | 1551          |
| Nicholas Woton                          | Clerc et diplomate                  | ? catholique                    | 1567          |
| Thomas Wriothesley                      | Administrateur                      | catholique                      | 1550          |

Pollard a écrit que la vision traditionnelle, selon laquelle l'équilibre du groupe d'exécuteurs sur la question religieuse était délibérément sur le point de créer un équilibre, est erronée puisque l'exclusion de Stephen Gardiner a fait pencher la balance vers les réformateurs évangéliques. MacCulloch considère qu'en 1550, après la chute du Somerset, il y avait un équilibre mais que les évangéliques ont manœuvré vers une position de supériorité.

## Troisième acte de succession

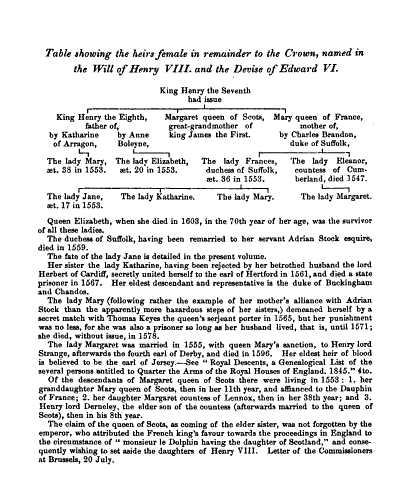
Notes de John Gough Nichols, montrant l'effet de la volonté d'Henri VIII sur la succession au trône d'Angleterre.

Le statut constitutionnel de la dernière volonté d'Henri VIII dépendait du troisième acte de succession qui a reçu le consentement royale en 1544. La section VI de la loi prévoit que la ligne de succession, si elle n'est pas poursuivie par les enfants du roi par ses mariages, doit être réglée par le contenu de la dernière volonté du roi. Le libellé est conditionnel à ce que le testament soit signé de la main du roi. La question de la signature « timbre sec » a été évoquée dans le cadre de la diplomatie anglo-écossaise, menée par Robert Melville au nom de Marie, Reine d'Ecosse, en 1567. Puisque les dispositions du testament défavorisaient tous les prétendants de la maison des Stuart, le point restait important.